# Avner Perez
Avner Perez (Jerusalén, 1942) es un poeta en judeoespañol, filólogo y traductor israelí de origen sefardí. Es uno de los pocos autores actuales que escriben poesía en judeoespañol. Sus poemas han aparecido en revistas de España y Latinoamérica.
En 1992 fundó el Instituto Maale Adumim, para el estudio del judeoespañol y su cultura, del que es director.

## Obras

### Poesía
- 1986 - Siniza i Fumo (parte de estos poemas fueron adaptados musicalmente por Daniel Akiva).
- 1996 - Vercel de Mansanas

### Estudios y antologías
- 1989 - Blanka Flor
- 1992 - Un buketo de kantes kantados por los Cudio Sefarad